# Short (Mondkrater)
Short ist ein Einschlagkrater im äußersten Süden der Mondvorderseite, südlich des Kraters Moretus und nordöstlich von Newton.
Der Kraterrand ist stark erodiert, das Innere weitgehend eben.
Short hat zwei Nebenkrater:
| Buchstabe | Position          | Durchmesser | Link |
| --------- | ----------------- | ----------- | ---- |
| A         | 76,94° S, 1,48° W | 32 km       |      |
| B         | 76,08° S, 5,65° W | 91 km       |      |

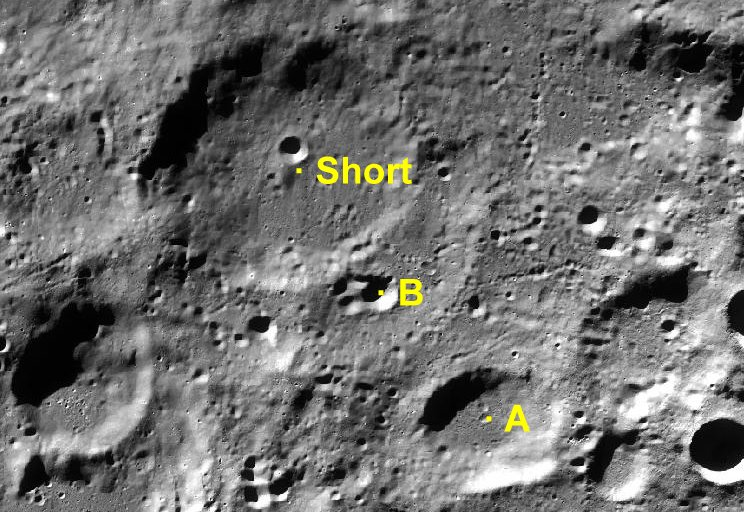
Short und seine Nebenkrater

Der Krater wurde 1935 von der IAU nach dem britischen Mathematiker, Optiker und Teleskopbauer James Short offiziell benannt.